# ۱ (آلبوم بیتلز)
«۱» آلبومی گردآوری‌شده از بیتلز است که در سال ۲۰۰۰ میلادی منتشر شد.